# 钙银杏蟹
钙银杏蟹（学名：Actaea calculosa）为扇蟹科银杏蟹属的动物。分布于日本、塔希提岛、澳大利亚、暹罗湾、斯里兰卡、印度、波斯湾、红海以及中国大陆各个海域等，主要生活于海水。